# Caloptilia glyphidopis
Caloptilia glyphidopis är en fjärilsart som först beskrevs av Edward Meyrick 1934.  Caloptilia glyphidopis ingår i släktet Caloptilia och familjen styltmalar.
Artens utbredningsområde är Fiji. Inga underarter finns listade i Catalogue of Life.